# Patrick Blackett, Baron Blackett
Patrick Maynard Stuart Blackett, Baron Blackett (* 18. November 1897 in London; † 13. Juli 1974 ebenda) war ein englischer Physiker und Nobelpreisträger.

## Leben
Patrick Maynard Stuart Blackett wurde am 18. November 1897 in London geboren. Er besuchte das Royal Naval College in Dartmouth und Osborne und begann seine militärische Karriere 1914 als Kadett der Royal Navy. Während des Ersten Weltkriegs nahm er am Seegefecht bei den Falklandinseln und an der Skagerrakschlacht teil. Nach dem Krieg quittierte er als Lieutenant den Dienst und begann in Cambridge bei Ernest Rutherford ein Physikstudium, das er 1921 mit dem B.A. abschloss. Nach dem Studium blieb er – mit einer Unterbrechung 1924/25 bei James Franck in Göttingen – zunächst in Cambridge, bevor er 1933 Professor am Birkbeck College in London wurde. Bereits 1937 wechselte er an die Universität Manchester und übernahm dort den Lehrstuhl von Lawrence Bragg, der seinerseits den Lehrstuhl von Rutherford übernommen hatte.
Zu Beginn des Zweiten Weltkriegs schloss sich Blackett der Instrumentalabteilung des Royal Aircraft Establishment an und wurde Anfang 1940 zum wissenschaftlichen Berater von Air Marshal Joubert beim RAF Costal Command. Dort befasste er sich mit analytischen Studien des Anti-U-Boot-Kriegs und baute eine starke Forschungsgruppe auf. Dem sog. Blackett Circus gehörten auch der spätere Nobelpreisträger John Kendrew und der Biologe Conrad Waddington an. Noch im selben Jahr wurde er Direktor der Naval Operational Research der Admiralität, wo er sich weiterhin mit der Bekämpfung von U-Booten und anderen Operationen der Marine beschäftigte. Im weiteren Verlauf des Jahres wurde er General Pile bei der Luftabwehr als Wissenschaftlicher Berater zugeteilt und begründete dort das Arbeitsgebiet des Operations Research zur wissenschaftlichen Analyse der Stabsarbeit. Während der deutschen Luftangriffe war er vor allem mit der Bereitstellung und dem Gebrauch von Luftverteidigung beschäftigt.

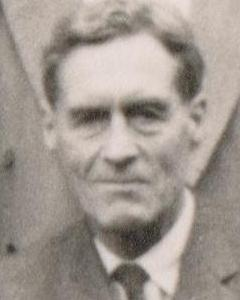
Patrick Blackett, Juli 1963 in Kopenhagen

1953 wurde Blackett zum Dekan der physikalischen Fakultät des Imperial College of Science and Technology in London ernannt. Auch nach seinem Ruhestand 1963 verblieb er am College, dessen Gebäude der Fakultät für Physik heute seinen Namen trägt (the Blackett Laboratory), als Professor für Physik und als Pro-Rektor. Von 1965 bis 1970 war Blackett Präsident der Royal Society.
1969 wurde er für seine Verdienste als Baron Blackett, of Chelsea in Greater London zu einem Life Peer erhoben.
Blackett heiratete 1924 Constanza Bayon und hat mit ihr einen Sohn und eine Tochter. Er starb am 13. Juli 1974 in London.

## Wissenschaftliches Werk
Blackett begann sich im Anschluss an sein Studium mit Forschungen an der Nebelkammer zu beschäftigen, bereits 1924 gelangen ihm die ersten Aufnahmen der Umwandlung von Stickstoff in ein Sauerstoff-Isotop. 1932 konstruierte er zusammen mit Giuseppe Occhialini eine getriggerte Nebelkammer – durch Koinzidenz zweier Geiger-Müller-Zähler oberhalb und unterhalb der Nebelkammer – zur Erforschung der Kosmischen Strahlung. 1933 bestätigte er die Entdeckung des positiv geladenen Antielektrons (Positrons) durch Anderson und konnte zudem die Existenz von Schauern positiver und negativer Elektronen nachweisen. Da normale Materie keine positiven Elektronen enthält, entwickelte er auf der Basis der Diracschen Theorien das Konzept der Paarerzeugung – die Erzeugung eines Teilchen/Antiteilchenpaares durch Gammastrahlung. Zudem gelang ihnen auch der experimentelle Nachweis des inversen Prozesses, der Paarvernichtung.
Nachdem er sich nach dem Zweiten Weltkrieg zunächst weiter mit der Kosmischen Strahlung beschäftigte, beschäftigte er sich nach 1948 mit Spekulationen über die Isotropie der Kosmischen Strahlung und dem Ursprung der interstellaren Magnetfelder. Diese Studien, die nicht mehr den aktuellen Erkenntnissen entsprechen, führten ihn zur Geschichte des Erdmagnetfeldes und zu dem damals neuen Forschungsgebiet der Magnetisierung von Gesteinen. Seine Erkenntnisse und die seiner Schüler (Keith Runcorn, Edward A. Irving) lieferten zusammen mit Ergebnissen anderer Forschungsgruppen starke Belege für die Theorie der Kontinentaldrift von Alfred Wegener und Alexander Du Toit.
Blackett wurde 1948 mit dem Nobelpreis für Physik „für die Weiterentwicklung der Anwendung der Wilsonschen Nebelkammer und seine damit gemachten Entdeckungen auf dem Gebiete der Kernphysik und der kosmischen Strahlung“ ausgezeichnet.

## Politisches Engagement und Einfluss auf die Regierung
Als Student befreundete sich Blackett mit Kingsley Martin (1897–1969), dem späteren Herausgeber des New Statesman und wurde zum Linken. Politisch identifizierte er sich als Sozialist und trat häufig für die Labour Party ein.
In den späten 1940ern wurde Blackett für seine radikalen politischen Ansichten bekannt; so war er der Meinung, Großbritannien solle keine Atomwaffen entwickeln. Man hielt ihn für zu links, um von der Labour-Regierung (1945–1951) beschäftigt zu werden und er kehrte zum akademischen Leben zurück.
Sein Internationalismus fand Ausdruck in seiner starken Unterstützung für Indien. Dort traf er 1947 Jawaharlal Nehru, der um seinen Rat in Bezug auf die Forschungspolitik und die Bedürfnisse der Streitkräfte nachfragte. In den nächsten 20 Jahren besuchte er häufig Indien und beriet die Regierung in zivilen und militärischen Fragen. Diese Reisen vertieften seine Sorge um die Armen und Unterprivilegierten. Er war überzeugt, dass das Problem durch die Anwendung von Wissenschaft und Technologie gelöst werden könne und nutzte sein wissenschaftliches Prestige zu dem Versuch, andere Wissenschaftler davon zu überzeugen, dass es eine ihrer ersten Pflichten sei, mit ihren Fähigkeiten dazu beizutragen, allen Menschen ein Leben in Würde zu ermöglichen. Noch bevor Entwicklungspolitik zu einem populären Thema wurde, schlug er in einer Rede vor der British Association vor, Großbritannien solle ein Prozent seines Bruttosozialprodukts für ökonomische Verbesserungen in der Dritten Welt ausgeben. Später war er maßgeblich an der Gründung des Overseas Development Institute beteiligt.
Blackett war ein führendes Mitglied einer Gruppe von Wissenschaftlern, die Wissenschafts- und Forschungspolitik diskutierten, als die Labour Party in der Opposition war. Diese Gruppe wurde einflussreich, als Harold Wilson die Führung der Partei übernahm. Blacketts Ideen führten zu der Gründung des Ministry of Technology, sobald die Labourregierung unter Wilson (1964–1970) an die Macht kam. Blackett insistierte, eine der Prioritäten müsse die Wiederbelebung der Computerindustrie sein. Blackett ging nicht direkt in die Politik, aber arbeitete für ein Jahr als civil servant. Er blieb während der ganzen Regierungszeit stellvertretender Vorsitzender des Beratergremiums des Ministers und war auch persönlicher wissenschaftlicher Berater des Ministers.
Blackett ist auch der Autor des Buches Military and Political Consequences of Atomic Energy (1948; Amerikanischer Titel: Fear, War, and the Bomb, 1949).

## Auszeichnungen und Mitgliedschaften
- 1934 Mitglied der Gelehrtenakademie Leopoldina[2]
- 1940 Royal Medal der Royal Society
- 1946 American Medal for Merit (für Forschungsarbeiten in Verbindung mit der U-Boot-Kriegsführung)
- 1947 Korrespondierendes Mitglied der Académie des sciences[3]
- 1948 Nobelpreis für Physik
- 1950 Korrespondierendes, ab 1969 Auswärtiges Mitglied der Deutschen Akademie der Wissenschaften
- 1961 Mitglied der American Academy of Arts and Sciences
- 1965 Companion of Honour
- 1965 Präsident der Royal Society
- 1966 Ausländisches Mitglied der Akademie der Wissenschaften der UdSSR[4]
- 1966 Ausländisches Mitglied der National Academy of Sciences der USA
- 1966 Ehrenmitglied (Honorary Fellow) der Royal Society of Edinburgh[5]
- 1967 Order of Merit
- 1969 Life Peer als Baron Blackett, of Chelsea in Greater London
- 1979 Benennung des Mondkraters Blackett[6]